# Collan
Collan település Franciaországban, Yonne megyében. Lakosainak száma 156 fő (2022. január 1.). Collan Vézannes, Chablis, Dyé, Fleys, Maligny, Serrigny és Tissey községekkel határos.

## Népesség
A település népességének változása:
| Lakosok száma | 178  | 180  | 181  | 172  | 168  | 163  | 159  | 158  | 156  |
|               | 2013 | 2015 | 2016 | 2017 | 2018 | 2019 | 2020 | 2021 | 2022 |